# Jona Music
Jonattann Gómez (20 de diciembre de 1985, Puerto Montt) es un cantante y productor de música cristiana conocido como Jona Music. Perteneció al grupo De La Fe junto a su hermano Jamir hasta 2017, año cuando inició su carrera como solista.
El artista fue declarado Embajador de la vida en Chile por la presidenta Michelle Bachelet, en reconocimiento a su trabajo con niños que tienen enfermedades terminales y crónicas con el grupo De La Fe, ganó en la categoría "Mejor Artista Urbano del Año" en los premios Monster Awards de 2017 en su etapa como solista, y estuvo nominado para las ediciones 2019 y 2021.

## Carrera musical

### De La Fe (2003-2017)
Jona Music dio sus primero pasos en la música a los 8 años cuando aprendió a tocar guitarra, escribió sus primeras canciones a los 13 años y comenzó su carrera musical junto a su hermano Jamir como la agrupación De La Fe. En el año 2015, estuvieron nominados en dos categorías en los Premios AMCL en Ciudad de México, y desde ese año, hasta 2017, como dúo recibieron al menos un reconocimiento en tres ceremonias de los AE Blessing Awards. Recibió el premio con De La Fe a mejor grupo Urbano en los premios Monster Music Awards 2017.
En este tiempo de giras musicales, han compartido escenario con artistas como Alex Zurdo, Funky, Manny Montes, Redimi2,  Evaluna Montaner, Radikal People, Travy Joe, entre otros, en eventos como Expo Cristiana (México), Expolit 2014 y 2016 (Miami) y Riviera Vida Fest (México).

### Debut como solista (2017-actualidad)
Jona Music realiza una carrera como solista desde el año 2017, donde ha lanzado varias trabajos musicales y audiovisuales donde destaca el sencillo «Pronto», y su álbum debut Trapsizion, un álbum compuesto por 13 canciones y varias colaboraciones con artistas de Hispanoamérica, como la canción «Con los Míos» donde participan Casdapro de Cuba, Duvimel de España, Marto y Marina Valdez de México.
En 2021, fue nominado nuevamente en los Monster Music Awards como Mejor artista urbano, siendo ganador en esta categoría de la gala, compartiendo la nominación junto a Farruko, Camilo Echeverry, entre otros.

## Discografía

### Con De La Fe
Anexo:Discografía de De La Fe

### Como solista
- 2021: Trapsizion
- 2022: Eternal

## Premios y reconocimientos

### Con De La Fe
- AE Blessing Awards - Mejor Producción en Vivo 2015 (Ciudad de México)  (Ganador)
- AE Blessing Awards - Mejor Dúo o Grupo 2016 (Ciudad de México)  (Ganador)
- Embajador de la Vida - Nombramiento otorgado por la presidenta Michelle Bachelet[24]
- AE Blessing Awards - Mejor Video en Colaboración «Representando al Rey» junto a Manny Montes, Matamba & Radikal People 2017 (Playa del Carmen - México)  (Ganador)
- Premio Excelsis por parte de A.N.S.S - De La Fe «No es Tu Culpa» Single 2017 (Ciudad de México)  (Ganador)
- Monster Music Awards 2018 (Ciudad de México) - Mejor artista urbano  (Ganador)

### Como solista
- Monster Music Awards 2019 (Ciudad de México) - Mejor artista urbano (Nominado)
- Monster Music Awards 2021 (Ciudad de México) - Mejor artista urbano  (Ganador)